# Skol
Ne doit pas être confondu avec Skøll Tuborg.

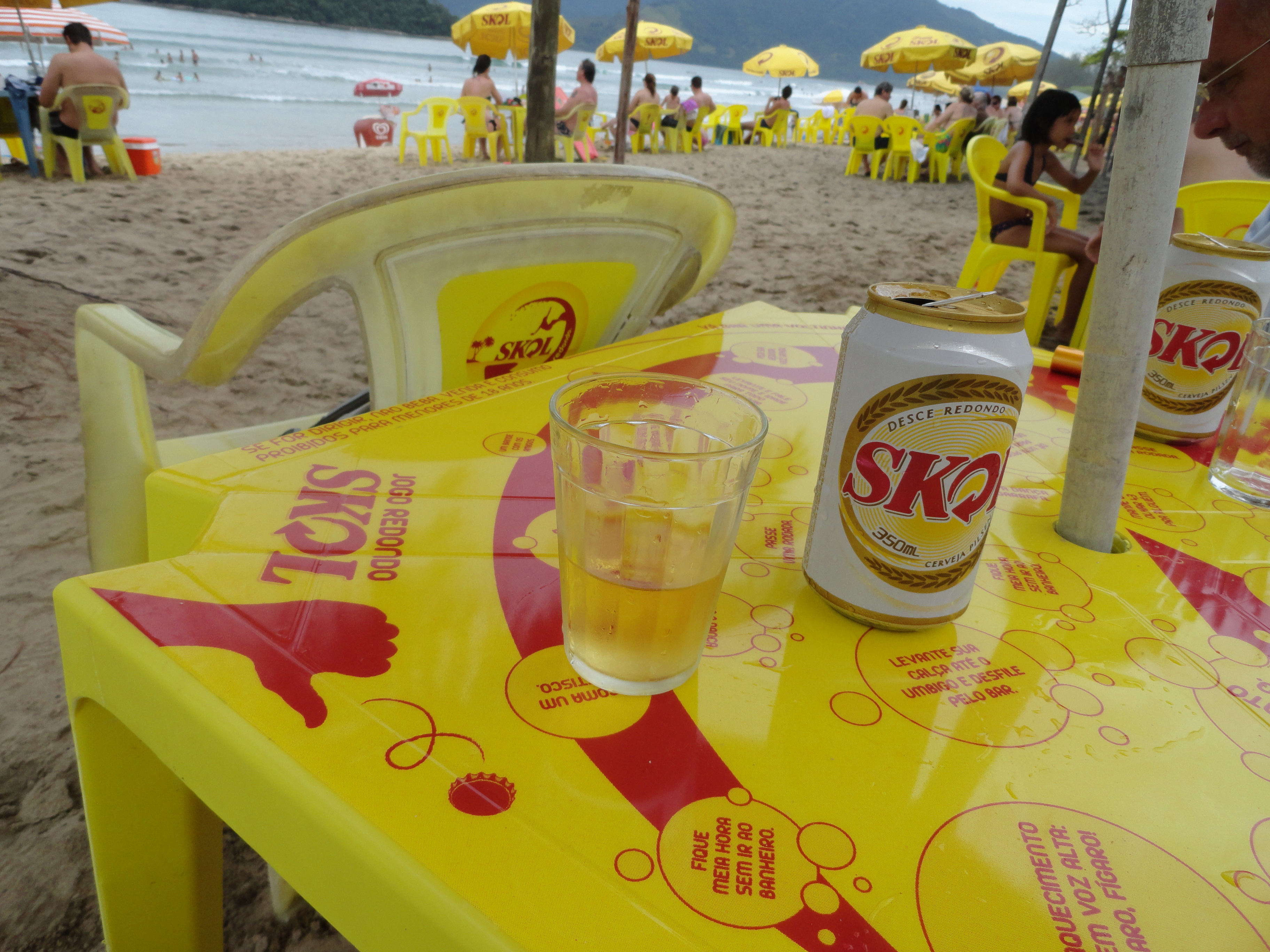
Canette de Skol posé sur une table promotionnelle de Skol.

Skol est une bière brésilienne, d'abord fabriquée par la Companhia de Bebidas das Americas 
sous licence de Carlsberg. La marque a un accord aujourd'hui avec la multinationale Anheuser-Busch InBev. Son nom vient du suédois skål, qui signifie « à votre santé ». Il est le plus grand segment sur le marché brésilien.
La Cerveceria de las Mil Colinas (Brasserie des Mille Collines), producteur de la bière Skol, a été récompensée d’un label de qualité Or aux Sélections Mondiales de la Qualité, organisées par Monde Selection en 2012.